# Heraclia zenceri
Heraclia zenceri är en fjärilsart som beskrevs av George Francis Hampson 1901. Heraclia zenceri ingår i släktet Heraclia och familjen nattflyn. Inga underarter finns listade i Catalogue of Life.